# Alexander Conze
Alexander Christian Leopold Conze (10. prosince 1831 Hannover – 19. července 1914 Berlín) byl německý klasický archeolog.

## Život
Na Univerzitě Georga Augusta v Göttingenu zpočátku studoval práva. Friedrich Wieseler v něm podnítil zájem o antiku, proto přestoupil na filologii a navštěvoval na univerzitě v Berlíně přednášky Carla Rittera, Augusta Boeckha a Karla Richarda Lepsia. V roce 1855 se stal doktorem filozofie, jeho dizertační práci vedl Friedrich Wilhelm Eduard Gerhard. Navštívil Britské muzeum, kde studoval Elginovy mramory. V roce 1863 byl jmenován mimořádným profesorem na Univerzitě v Halle. Od roku 1869 vedl katedru archeologie na Vídeňské univerzitě, kde také založil odborný časopis Epigraphisch-archäologische Mitteilungen aus Österreich-Ungarn. Jedním z jeho vídeňských studentů byl Franz Wickhoff. Od roku 1877 žil Conze v Berlíně, kde přednášel na univerzitě a byl ředitelem sbírky Antikensammlung Berlin. 
Zasloužil se o vědeckou organizaci archeologického výzkumu i modernizaci muzejnictví, byl také zaníceným popularizátorem vědy. Spolu s Adolfem Michaelisem prováděl vykopávky na ostrově Samothraké. Pak s Carlem Humannem a Wilhelmem Dörpfeldem prozkoumal trosky města Pergamon v Malé Asii, kde objevil Pergamonský oltář a zařídil jeho převoz do Berlína. Věnoval se také výzkumu římských památek na rakouském území. V letech 1887–1905 byl generálním tajemníkem Německého archeologického institutu. Stal se členem Pruské akademie věd a Bavorské akademie věd. Jeho vnukem byl historik Werner Conze.

## Dílo
- Reise auf den Inseln des thrakischen Meeres, 1860
- Reise auf der Insel Lesbos, 1865
- Die Bedeutung der klassischen Archäologie, 1869
- Heroen- und Göttergestalten der griechischen Künste, 1874
- Römische Bildwerke einheimischer Fundorte in Österreich, 1872–77
- Über griechische Grabreliefs, 1877
- Die Ergebnisse der Ausgrabung zu Pergamon 1880-1881, 1882